# Thomas A. Fudge
Thomas A. Fudge (* 1962) ist ein kanadischer Historiker.

## Leben
Er erwarb den PhD (Mittelalterliche Geschichte: Myth, heresy and propaganda in the radical Hussite movement, 1409–1437) an der Cambridge University, den PhD (Theologie: Christianity without the cross? The development of a Oneness Pentecostal doctrine of salvation) an der Otago University, den Master of Divinity (Andreas Rudolff-Bodenstein von Karlstadt. He who has devoured the Holy Spirit feathers and all) an der Iliff School of Theology und den BA am Warner Pacific College. Bevor er 2012 seine Stelle an der University of New England (Australien) antrat, lehrte er am Warner Pacific College (Portland, Oregon), am Clark College (Vancouver), an der University of Canterbury (Christchurch, Neuseeland) und im texanischen Gefängnissystem.

## Schriften (Auswahl)
- The magnificent ride. The first reformation in Hussite Bohemia. Aldershot 1998, ISBN 1-85928-372-1.
- Daniel Warner and the paradox of religious democracy in nineteenth-century America. Lewiston 1998, ISBN 0-7734-8249-0.
- The crusade against heretics in Bohemia, 1418–1437. Sources and documents for the Hussite crusades. Aldershot 2002, ISBN 0-7546-0801-8.
- Jan Hus. Religious reform and social revolution in Bohemia. London 2010, ISBN 1-84885-142-1.